# Јона Елијан Дује
Јона Елијан Дује (фр. Ionnah Eliane Douillet; Орлеан, 28. новембар 2007) бенинска је пливачица француског порекла, учесница олимпијских игара и национална рекордерка, чија ужа специјалности су спринтерске трке слободним стилом. 

## Спортска каријера
Јона је рођена и одрасла у граду Орлеану, у департману Лоаре у централној Француској, где је и почела да се бави такмичарским ливањем као чланица пливачког клуба ES Massy natation. На почетку своје јуниорске каријере такмичила се углавном на такмичењима за млађе категорије широм Француске, док је деби на међународној пливачкој сцени имала у децембру 2023. такмичећи се под заставом државе Бенин на Афричком јуниорском првенству одржаном у Сен Пјеру на Маурицијусу. На том такмичењу је успела да се пласира у финала на 100 делфин (7) и 100 слободно (8. место). 
Свега два месеца касније, у фебруару 2024. дебитовала је на Светском првенству у Дохи, где је учествовала у квалификационим тркама на 50 слободно (дисквалификована) и 100 слободно (57. место). Потом је уследило ућешће на Афричком првенству за сениоре у Луанди, где је најбоље трке испливала у штафетама.
Захваљујући специјалној позивници учествовала је на Олимпијским играма Паризу 2024. године. У  Паризу је пливала у квалификацијама трке на 50 метара слободним стилом. Наступила је у петој квалификационој групи где је пливала у стази 2, и са временом од 27.64 секунди заузела је пето место у својој квалификационој групи, односно укупно 45. место у конкуренцији 79 такмичарки.